# Sarah Farro
Pour les articles homonymes, voir Farro (homonymie).
Sarah E. Farro, née en 1859 dans le comté de Jefferson et peut-être morte après 1937, est considérée comme l'une des premières romancières afro-américaines.
Sa seule œuvre connue, True Love: A Story of English Domestic Life, a été publiée en 1891.

## Biographie
Son père, John Farro, un boucher né en 1835 dans le Kentucky, meurt en 1900 à Chicago. Sa mère est Jemima (née Jane), femme au foyer, née en 1835 à Palmyra, Missouri, meurt dans le comté de Cook en 1895. Tous deux sont enterrés au Cimetière Forest Home (en). 
Sarah Farro a deux sœurs cadettes, Alvira et Ammie. La famille Farro quitte rapidement le sud de l'Illinois pour s'installer à Chicago. 
Sarah Farro, dont les auteurs favoris sont Holmes, Thackeray et Charles Dickens, publie True Love: A Story of English Domestic Life chez Donohue & Co. (en) en 1891. Le récit relate l'histoire d'amour entre un homme et une femme blancs sur fond de mélodrame,. L'œuvre est vivement critiquée aux États-Unis, comme l'attestent les articles de presse de l'époque. Cependant, l'ouvrage rencontre un franc succès, si bien que le premier tirage est épuisé dès avril 1892. En France, plusieurs journaux relaient la nouvelle de sa parution, au titre de premier roman attribué à une femme de couleur,.
L'ouvrage fait partie des 58 livres écrits par des femmes exposés lors de l'Exposition universelle de 1893.
Sarah Farro n'a vraisemblablement pas publié d'autres romans. En 1937, un hommage lui est rendu à Chicago lors d'une manifestation consacrée aux pionniers afro-américains. On ignore la date de sa mort.

## Œuvre
- (en-US) Sarah E. Farro, True Love: A Story of English Domestic Life, Chicago, Donohue & Henneberry, 1891 (lire en ligne).